# Andrew Litton
Andrew Litton (New York, 16 mei 1959) is een Amerikaans dirigent.
Litton is afgestudeerd op de Fieldston School, en heeft een Masters degree in muziek van Juilliard. Hij was chef-dirigent van het Bournemouth Symphony Orchestra van 1988 tot 1994 en is er nu eredirigent. Hij was twaalf jaar lang muzikaal directeur van het Dallas Symphony Orchestra, van 1994 tot 2006. Bovendien is hij muzikaal directeur en chef-dirigent van het Bergen Philharmonic Orchestra in Noorwegen vanaf 2003. Er wordt beweerd dat hij gepasseerd werd voor de positie van muzikaal directeur van de English National Opera.
Litton heeft meer dan 60 cd-opnames op zijn naam staan, waaronder William Waltons Belshazzar's Feast met Bryn Terfel en het Bournemouth Symphony (beloond met een Grammy), een set van de pianoconcerten van Rachmaninov met pianist Stephen Houghen een live-opname van Sweeney Todd met de New York Philharmonic (die een Grammy nominatie kreeg), alle symfonieën van Tsjajkovski met het Bournemouth Symphony Orchestra, alle symfonieën van Rachmaninov met de Royal Philharmonic, Sergej Prokofjevs Romeo en Julia met het Bergen Philharmonic Orchestra, en veel opnames met composities van Gershwin zowel als dirigent als pianist, met de Dallas Symphony, Bournemouth Symphony, en Royal Philharmonic.